# 베스트반 (기업)
베스트반(독일어: WESTbahn)은 오스트리아의 철도 회사로 빈, 잘츠부르크, 슈투트가르트, 린다우 간 장거리 여객 운송을 운영한다. 이 회사는 2011년 12월 빈과 잘츠부르크를 잇는 동명의 노선에 대한 운항을 시작하면서 시장에 진출해 왔다.
연관 회사 베스트버스(WESTbus)가 플릭스버스 네트워크의 일부가 되었다.